# Clitoria laurifolia
Clitoria laurifolia är en ärtväxtart som beskrevs av Jean Louis Marie Poiret. Clitoria laurifolia ingår i släktet Clitoria, och familjen ärtväxter. Inga underarter finns listade i Catalogue of Life.